# Посохин, Николай Григорьевич
Николай Григорьевич Посохин (26 декабря 1915, хутор Шишикин, область Войска Донского  — 1993, Волгоград) — советский военнослужащий. Участник Великой Отечественной войны. Герой Советского Союза (1943). Полковник.

## Биография
Родился 26 декабря 1915 года на хуторе Шишикин Качалинского юрта Второго Донского округа области Войска Донского Российской империи (ныне хутор Краснодонский Иловлинский район Волгоградской области Российской Федерации) в крестьянской семье. Русский. Образование среднее профессиональное. Окончил зооветеринарный техникум. В 1936 году по комсомольской путёвке поступил во 2-е Киевское артиллерийское училище, по окончании которого в 1939 году, получив звание лейтенанта, служил командиром артиллерийского взвода в артиллерийской части Киевского особого военного округа. Член ВКП(б) с 1941 года.
С первых дней Великой Отечественной войны воевал на Юго-Западном фронте. Отступая с боями через территорию Украины, участвовал в Львовско-Луцкой и Киевской оборонительных операциях. В сентябре 1941 года его часть была расформирована, и он получил назначение на должность командира батареи 560-го гаубичного артиллерийского полка 76-й горнострелковой дивизии 38-й армии.
Осенью 1941 года участвовал в тяжёлых оборонительных боях под Волчанском, в ходе которых подразделениям 76-й горнострелковой дивизии удалось остановить наступление немцев на рубеже Волчанск — Гнилушка — Белый Колодец. В первой половине 1942 года принимал участие в Барвенково-Лозовской и Харьковской наступательной операциях. После расформирования Юго-Западного фронта в июле 1942 года Н. Г. Посохин, ставший к этому времени капитаном, получил направление в 1107-й пушечный артиллерийский полк, формирование которого шло в резерве Ставки Верховного Главнокомандования, и был назначен командиром его 1-го дивизиона. 22 августа 1942 года полк был введён в бой в ходе Сталинградской битвы юго-восточнее станицы Качалинской в полосе обороны 62-й армии Сталинградского фронта.
Его дивизион 152-миллиметровых гаубиц отлично зарекомендовал себя в Сталинградской битве, став лучшим подразделением своего полка. Одним из характерных эпизодов боевой работы дивизиона в период обороны Сталинграда стало уничтожение вражеского бронепоезда, который курсировал по железнодорожной ветке Гумрак-Самофаловка вдоль линии фронта и безнаказанно обстреливал позиции советских войск, нанося существенный урон пехоте. Бронепоезд состоял из бронированного паровоза и четырёх бронеплощадок для стрельбы по наземным и воздушным целям, на которых размещалось по 3-4 орудия. Уничтожить его было поручено дивизиону Посохина. Произведя разведку местности, Посохин выбрал место для засады и разработал детальный план уничтожения вражеской техники. Гаубицы своего дивизиона он расположил веером вдоль железнодорожного пути с тем расчётом, чтобы одновременно поразить паровоз и последнюю платформу. Как только немецкий бронепоезд в очередной раз выдвинулся на боевую позицию, артиллеристы точными выстрелами обездвижили состав, после чего в течение нескольких минут расстреливали бронепоезд, превратив его в груду металла. Уничтожение грозной вражеской техники всего за несколько минут вызвало необыкновенный подъём боевого духа в стрелковых подразделениях, наблюдавших за ходом боя, а Посохину командиром полка была объявлена благодарность.
В конце октября 1942 года 1107-й пушечный артиллерийский полк РГК был переброшен в район станицы Клетской и 5 ноября 1942 года был включён в состав 1-й артиллерийской дивизии РГК. 19 ноября 1942 года дивизион участвовал в артиллерийской подготовке, начавшей советское контрнаступление под Сталинградом. В ходе операции «Уран» артиллеристы Посохина поддерживали наступление стрелковых частей 21-й армии. После соединения войск Красной Армии в районе Калача дивизия действовала на внутреннем кольце окружения в составе Донского фронта. Всего за время участия в Сталинградской битве 1-й дивизион 1107-го пушечного артиллерийского полка уничтожили 5 105-миллиметровых и 75-миллиметровых батарей, миномётную батарею, шестиствольный миномёт и 5 автомашин, разрушил 3 дзота, вражеский наблюдательный пункт и 10 блиндажей с пехотой, разбил 2 танка. Капитан Н. Г. Посохин, лично руководя двумя батареями своего дивизиона, одним из первых вместе со стрелковыми подразделениями ворвался на улицы Сталинграда. В уличных боях за город артиллеристы, прокладывая путь пехоте, уничтожили большое количество огневых точек противника. За боевые заслуги в боях за Сталинград 1-я артиллерийская дивизия РГК была переименована в 1-ю гвардейскую, а 1107-й пушечный артиллерийский полк стал 201-м гвардейским.
2 февраля 1943 года, ещё до подавления последних очагов сопротивления противника в Сталинграде, 1-я гвардейская артиллерийская дивизия РГК была отправлена на Центральный фронт. 28 февраля 1943 года она заняла позиции на северном фасе Орловско-Курской дуги в районе деревни Тросна Орловской области в составе 70-й армии. Дивизия была реформирована структурно: был введён трёхбригадный штат, и 201-й гвардейский пушечный артиллерийский полк был включён в 1-ю гвардейскую пушечную артиллерийскую бригаду. В первые дни Курской битвы 1-й дивизион в период с 5 по 8 июля 1943 года уничтожил до 300 вражеских солдат, разбил два танка Т-6 «Тигр» и подавил огонь двух 105-миллиметровых артиллерийских батарей. 9 июля немцы прорвались к высотам севернее Молотычей, но своевременно переброшенный на помощь стрелковым подразделениям дивизион Посохина остановил дальнейшее продвижение противника, уничтожив более 40 военнослужащих вермахта. 10 июля немцы ещё несколько раз предпринимали атаки на господствующие высоты, занимаемые дивизионом Посохина, но всякий раз вынуждены были отступать, потеряв от огня дивизиона в общей сложности до 200 солдат и офицеров. Немецкое наступление выдохлось, и 12 июля 1943 года войска Центрального фронта перешли в наступление. В ходе Орловской операции 1-я гвардейская артиллерийская дивизия поддерживала наступление 102-й стрелковой дивизии 70-й армии и 18-го стрелкового корпуса 65-й армии на Дмитровск-Орловский.
После окончания операции «Кутузов» 1-я гвардейская артиллерийская дивизия была передана в состав 60-й армии и участвовала в Черниговско-Припятской операции. 26 сентября 1943 года дивизион Посохина под непрерывной бомбёжкой без потерь первым из подразделений тяжёлой артиллерии форсировал Десну у города Остёр и, совершив 50-километровый марш, занял огневые позиции на левом берегу Днепра в районе села Старый Глыбов. Огнём своих орудий дивизион подавлял огневые точки неприятеля на правом берегу, чем оказал поддержку подразделениям 280-й стрелковой дивизии при форсировании Днепра и захвату плацдарма у села Страхолесье. Переправившись на правый берег реки, Посохин расположился на наблюдательном пункте в боевых порядках пехоты, откуда корректировал огонь тяжёлых гаубиц. В результате умелых действий артиллеристов были отражены 6 немецких контратак. В районах стратегически важных высот 103,9 и 104,3, сёл Ротичи, Страхолесье, Гребля и Затонск огнём дивизиона в общей сложности было уничтожено до трёх рот немецкой пехоты. 3 октября 1943 года уже вместе со своим дивизионом вновь форсировал Днепр, и заняв позиции на плацдарме, огнём орудий своего дивизиона обеспечил взятие стрелковыми подразделениями населённых пунктов Губин, Медвин и Ротичи. В ходе боёв на плацдарме артиллеристы уничтожили и подбили 16 танков, подавили огонь 14 артиллерийских батарей противника.
17 октября 1943 года гвардии капитану Посохину Николаю Григорьевичу указом Президиума Верховного Совета СССР было присвоено звание Героя Светского Союза.
6 октября 1943 года 60-я армия была передана Воронежскому фронту (с 20 октября 1943 года — 1-й Украинский фронт). Гвардии капитан Н. Г. Посохин, командуя 3-м дивизионом 201-го гвардейского пушечного артиллерийского полка 1-й гвардейской пушечной артиллерийской бригады 1-й гвардейской пушечной артиллерийской дивизии прорыва, участвовал в освобождении Правобережной Украины (Киевская наступательная, Киевская оборонительная, Житомирско-Бердичевска, Ровно-Луцкая и Проскуровско-Черновицкая операции).
В ходе боёв расчёты дивизиона Посохина постоянно находились в боевых порядках пехоты, оказывая огневую поддержку стрелковым подразделениям 60-й армии. 14 апреля 1944 года при освобождении города Тернополя они сыграли главную роль в ликвидации крупных очагов сопротивления противника в районе элеватора и железнодорожного депо. После взятия города артиллеристы выдвинулись в район села Великий Ходачков, где были контратакованы крупными силами вражеской мотопехоты и танков. В течение 5 дней они сдерживали натиск противника, отразив 4 танковые атаки. Самое тяжёлое положение сложилось 16 апреля 1944 года. Немцы бросили в бой до 16 танков, под давлением которых стрелковые подразделения отступили, оставив артиллерийский дивизион без прикрытия. Однако бойцы дивизиона смогли удержать позиции до темноты. Всего в боях у Великого Ходачкова 3-й дивизион уничтожил и подбил 7 танков Т-6 «Тигр» и 10 бронетранспортёров. Потери противника в живой силе составили до 300 человек убитыми.
Летом 1944 года 1-я гвардейская артиллерийская дивизия прорыва участвовала в Львовско-Сандомирской операции, в ходе которой её дивизионы поддерживали действия 106-го стрелкового корпуса. К концу августа дивизия вышла к реке Вислока южнее города Дембица, где перешла к обороне.
Поздней осенью 1944 года 1-я гвардейская артиллерийская дивизия прорыва была введена на Сандомирский плацдарм и начала подготовку к предстоявшему наступлению в Польше в составе 13-й армии 1-го Украинского фронта. Н. Г. Посохин, получивший звание майора, был назначен командиром 200-го гвардейского пушечного артиллерийского полка 1-й гвардейской пушечной артиллерийской бригады. В ходе начавшейся 12 января 1945 года Сандомирско-Силезской наступательной операции батареи 200-го гвардейского пушечного артиллерийского полка поддерживали действия 172-й стрелковой дивизии. 15 января 1945 года на подступах к городу Кельце Посохин был тяжело ранен и эвакуирован в тыловой госпиталь.
После завершения войны продолжал службу в армии до 1947 года. В запас уволился в звании полковника. Жил в городе-герое Волгограде. С 1949 по 1952 год возглавлял партийную организацию на строительстве Волго-Донского канала. После завершения его строительства был назначен секретарём Ворошиловского райкома КПСС г. Волгограда. Затем до выхода на пенсию работал директором завода «Газоаппарат».
Скончался 15 апреля 1993 года, похоронен на Димитриевском кладбище в Волгограде.

## Оценки и мнения
Капитан Посохин вызывал всеобщую симпатию. Это был очень деятельный, весёлый человек, обладающий чувством юмора. Открытость, доброжелательность по отношению к людям сочетались в нём с требовательностью. Николай Григорьевич реагировал буквально на всё, что происходило вокруг него, и за всё считал себя в ответе. И что больше всего мне нравилось в нём — это любовь к солдату. Всех своих бойцов он знал по имени-отчеству, радовался, когда они сами приходили к нему за советом или с каким-нибудь предложением. Причём эта радость проявлялась как-то очень непосредственно и открыто. — В. М. Жагала. Расчищая путь пехоте.

## Награды
- Медаль «Золотая Звезда» (17.10.1943);
- орден Ленина (17.10.1943);
- орден Красного Знамени (20.03.1943);
- орден Александра Невского (21.06.1944);
- два ордена Отечественной войны 1-й степени (25.08.1943; 11.03.1985)
- орден Красной Звезды (01.01.1942);
- орден «Знак Почёта»;
- медали, в том числе:
  - медаль «За оборону Сталинграда».

## Память
- Памятный знак в честь Героя Советского Союза Н. Г. Посохина установлен на мемориале в парке Победы в посёлке городского типа Иловля Волгоградской области.
- Мемориальная доска в честь Героя Советского Союза Н. Г. Посохина установлена в городе Волгограде по адресу: Аллея Героев, 1.

## Документы
- Общедоступный электронный банк документов «Подвиг Народа в Великой Отечественной войне 1941—1945 гг.» Дата обращения: 22 января 2013. Архивировано из оригинала 13 марта 2012 года.

Представление к званию Героя Советского Союза. Дата обращения: 22 января 2013. Архивировано 5 февраля 2013 года.
Орден Красного Знамени (наградной лист и приказ о награждении). Дата обращения: 22 января 2013. Архивировано 5 февраля 2013 года.
Орден Александра Невского (наградной лист и приказ о награждении). Дата обращения: 22 января 2013. Архивировано 5 февраля 2013 года.
Орден Отечественной войны 1-й степени (наградной лист и приказ о награждении). Дата обращения: 22 января 2013. Архивировано 5 февраля 2013 года.
Орден Отечественной войны 1-й степени (информация из карточки награждённого к 40-летию Победы). Дата обращения: 22 января 2013. Архивировано 5 февраля 2013 года.
Орден Красной Звезды (наградной лист и приказ о награждении). Дата обращения: 22 января 2013. Архивировано 5 февраля 2013 года.